# SSB protein
SSB protein (SSB či SSBP z angl. single strand binding protein) je označení pro bílkoviny, které se vážou na vlákno DNA v replikační vidlici, tedy především během replikace DNA. Mimo to se však účastní i opravy DNA a crossing-overu.
Jsou schopné se navázat na zpožďující se (lagging) i vedoucí (leading) řetězec. SSB proteiny zamezují DNA, aby se sbalila do svého dvoušroubovicového tvaru, který je pro ní přirozený. Asistují tedy helikázám, jež jsou schopné rozmotat dvoušroubovici DNA.